# Sabina Olmos
Sabina Olmos (geboren als Rosa Herminia Gómez am 4. Februar 1913 in Buenos Aires, Argentinien; gestorben am 14. Januar 1999) war eine argentinische Filmschauspielerin und Sängerin.

## Leben
Sie trat bereits in jugendlichen Jahren auf der Bühne auf. Mit 21 Jahren begann sie als Sängerin beim Radio Buenos Aires und später beim Radio Splendid. 1938 gab sie zunächst ihr Filmdebüt im Film „El casamiento de Chichilo“, im selben Jahr bekam sie zudem eine größere Rolle in „La rubia del camino“.
1939 übernahm sie gemeinsam mit Hugo del Carril die Hauptrolle im Film „La vida es un tango“. Der endgültige Durchbruch gelang ihr mit dem Film „Así es la vida“, in dem sie als Felicia Salazar auftrat. Sie wurde vom Museo Municipal del Cine (Buenos Aires) für ihre Leistung als beste Nebendarstellerin ausgezeichnet.
Inzwischen etablierte sie sich als Schauspielerin, ihre Gesangskarriere geriet zunächst in den Hintergrund. Bis 1947 hatte sie einige kleinere Auftritte, ab 1947 unternahm sie Touren ins Ausland. 1955, nach dem Putsch des Militärs gegen Juan Perón, wanderte sie gemeinsam mit ihrem Ehemann, dem Tangosänger Charlo, nach Spanien aus. Sie gab Auftritte in Portugal und vielen Ländern Amerikas und produzierte auch einige Platten in Brasilien und Kolumbien. In den 1960er Jahren kehrte sie nach Argentinien zurück. In Argentinien nahm sie 12 Platten auf, begleitet von einem Orchester unter der Leitung von Charlo, der auch Akkordeon spielte. 
Olmos und Charlo trennten sich 1969. 1972 wirkte sie zum vorletzten Mal in einem Film mit, in „Intimidades de una cualquiera“. In den folgenden 20 Jahren trat sie noch dreimal in Fernsehserien auf. Im Jahre 1992 hatte sie im Film „Siempre es difícil volver a casa“ ihren letzten Auftritt. 

## Tod
In ihren letzten Jahren lebte Olmos abgeschieden und in Vergessenheit. Sie litt unter Depressionen. Am 15. Januar 1999 beging sie Suizid.

## Filmografie
- 1936: Canillita
- 1938: El casamiento de Chichilo
- 1938: La rubia del camino
- 1938: Mujeres que trabajan
- 1939: La vida es un tango
- 1939: Divorcio en Montevideo
- 1939: Así es la vida
- 1940: Casamiento en Buenos Aires
- 1940: Carnaval de antaño
- 1941: Los apuros de Claudina
- 1941: Historia de una noche
- 1941: Yo quiero ser bataclana
- 1941: Boina blanca
- 1943: Pasión imposible
- 1945: Éramos seis
- 1947: Albéniz
- 1947: La gata
- 1948: Tierra del Fuego
- 1949: Historia del 900
- 1950: La barca sin pescador
- 1963: Pesadilla
- 1964: Teatro 9 (Fernsehserie, 1 Folge)
- 1964: Un sueño y nada más
- 1964: Bettina
- 1969: Los muchachos de antes no usaban gomina
- 1970: Lucía Sombra (Fernsehserie, 19 Folgen)
- 1971: Estación retiro (Fernsehserie, 2 Folgen)
- 1972: Intimidades de una cualquiera
- 1973: El teatro de Myriam de Urquijo (Fernsehserie,1 Folge)
- 1973: Aquellos que fueron (Fernsehmehrteiler, 3 Folgen)
- 1973: Alta comedia (Fernsehserie, 1 Folge)
- 1973: Hipólito y Evita
- 1978: Renato (Fernsehserie, 39 Folgen)
- 1985: Rossé (Fernsehserie, 39 Folgen)
- 1992: Siempre es difícil volver a casa